# Либр парол
„Либр парол“ (на френски: La Libre Parole), в превод „Свободно слово“, е френски вестник с политическа и антисемитска насока. Печатан в Париж и излизал в периода 1892 – юни 1924 г.

## Редакционна политика
Редакционната политика на вестника го поставят близо до идеите на социализма. Френското вестникарско свободно слово се съсредоточава основно до обективно отразяване на различните скандални афери потресли из дъно френското обществено мнение, сред които тази свързана с Драйфус, Панамския скандал и т.н., които се коментират от Дрюмон в авторска рубрика.
С началото на аферата Драйфус, вестникът се радва на значителен публицистичен успех и читателски интерес, като се превръща в главно оръдие на антисемитизма в Париж. Същевременно „Либр парол“ насърчава антикапиталистическите чувства у читателите си, тъй като според Дрюмон и редакцията на вестника, капиталът е в ръцете на евреите.
Дрюмон напуска редакцията на вестника през 1898 г., когато влиза в активната политика (избран е за депутат в националното събрание от Алжир до 1902 г.). През 1908 година по идея на Леон Доде, Дрюмон се опитва да слее вестника с Акцион фрасцез (L'Action française), но проектът се проваля.
От 1910 г. вестникът се управлява от католически ултраконсерватори и понеже при списването му отсъства пиперливата памфлетика и войнствения стил на Дрюмон, постепенно изданието губи читателите си. През януари 1919 г. във вестника излиза статия на маркиз Есторбайлон с призив за преподаване на бретонски в Бретонските училища, която води до загуба на читателска аудитория, а интереса към вестника постепенно помърква и през 1924 г. изданието спира да излиза.

## Политическо правоприемство в пресата
В периода 1924 – 1944 г., флагман на френската свободна преса е Акцион францес, който отразява по това време другите скандални афери потресли Франция като делото Стависки, убийството на Ернст фон Рат от Хершел Гринспан и т.н., като по последвалите ги съдебни дела неизменен защитник на извършителите е френския адвокат и пеналист Винсент дьо Моро-Гиафери. Видния юрист е член на френската лига срещу антисемитизма, част от международната лига срещу антисемитизма и участник в контрапроцеса в Лондон на Лайпцигския процес за подпалването на Райхстага срещу Маринус ван дер Любе и трима български комунисти, сред които и бъдещия генерален секретар на Коминтерна – Георги Димитров.